# Calathea mandioccae
Calathea mandioccae är en strimbladsväxtart som beskrevs av Friedrich August Körnicke. Calathea mandioccae ingår i släktet Calathea och familjen strimbladsväxter. Inga underarter finns listade.